# Осьмак Василь Олександрович
Василь Олександрович Осьмак (20 квітня 1870, Гоголів, Остерський повіт, Чернігівська губернія, Російська імперія — 7 січня 1942, Київ, УРСР, СРСР) — український вчений і архітектор, професор КПІ і КІБІ (КНУБА), багато проектів якого втілено в Києві, зокрема стадіон Динамо і набережна Дніпра, троюрідний брат Григорія Чупринки, один із засновників Київського будівельного інституту.

## Життєпис
Народився у містечку Гоголів Остерського повіту Чернігівської губернії (нині Броварський район Київської області), нащадок старих родів козаків-українців, християн-степовиків Подніпров'я і русинів Київщини (України (Русі) Київської), виходець з старого козацького роду Осьмаків, його дід, козак Мойсей Осьмак був головою Гоголева. Належав до гілки Осьмаків, представники якої потрапили до дворянського стану містечка Гоголева.
Закінчив (1888) Другу Київську гімназію.
Навчався в університеті Святого Володимира (1888—1890) та Петербурзькому університеті (1890—1895). У 1900—1912 роках працював викладачем (також працював у технічній конторі), з 1917 року — професор Київського політехнічного інституту.
Похований на Солом'янському кладовищі.

## Проєкти Осьмака в Києві
- Приміщення державної бібліотеки на вулиці Володимирській — нині філія Національної бібліотеки ім. В. І. Вернадського (1914—1930)
- Бібліотека Київського університету (1932)
- Будинки Вищих жіночих курсів та Технічного товариства (1911-14; вул. О. Гончара, 55 та 55 б)
- Комплекс споруд Клінічого містечка (Хірурігічна клініка) (1912-14; вул. М. Амосова, 7)
- Прибутковий будинок (1912; вул. О. Гончара, 44)
- Гімназія Дучинської (вул. М. Коцюбинського, 7)
- Гімназія А. Жекуліної (1911; вул. Січових Стрільців, 27)
- Особняк доктора Дітеріхса (вул. М. Коцюбинського, 3)
- Театр оперети (1901—1902, співавтор Г. М. Антокольський)
- Притулок (1900; вул. Архітектора Кобелєва, 1/5)
- Міський ломбард (1907—1909, Прорізна вулиця, 8)
- Клуб ДПУ (1930, вул. Липська, 15/17), нині — Театр юного глядача на Липках
- Стадіон «Динамо» (співавтор архітектор В. І. Беспалий)
- Набережна Дніпра (1935—1938).

Також збудував будівлі земської лікарні та школи у рідному селі Гоголів (1910).

## Родина
Ще студентом Василь Осьмак одружився з дочкою директора кадетського корпусу Марією Алексєєвою. Діти: Ольга (27.10.1894-2.9.1974), одружена з Юрієм Сергійовичем Григоровичем-Барським; на еміграції в Югославії та США; Наталя; Володимир.